# Сочленённый паровоз

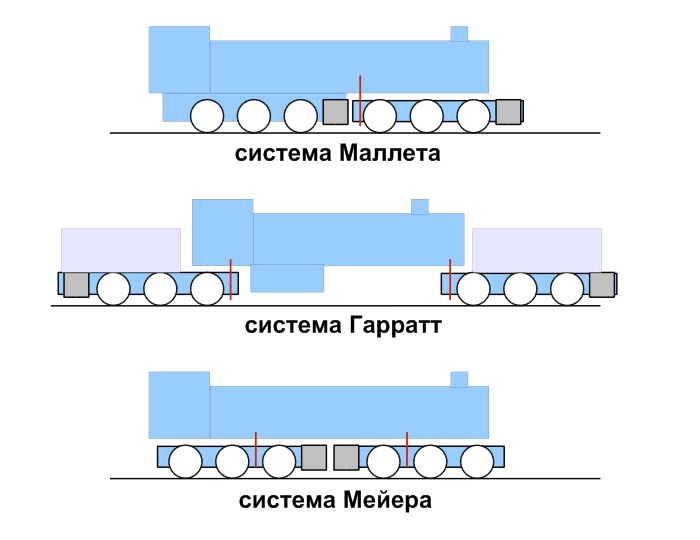
Варианты схем сочленённых паровозов

Сочленённый парово́з — паровоз, чья ходовая часть состоит из двух и более экипажей, размещённых на поворотных тележках.
По сравнению с паровозами, имеющими одну жёсткую раму, сочленённые паровозы более гибкие, то есть они лучше вписываются в кривые, тем самым позволяя увеличить число движущих осей, а следовательно, и силу тяги паровоза. Благодаря этому сочленённые паровозы достаточно хорошо себя зарекомендовали на горных железных дорогах с крутыми уклонами и кривыми малого радиуса.
Основными же недостатками всех сочленённых паровозов являются более высокая стоимость, больший объём ремонта и большие потери пара в паропроводах.

## Варианты схем
Впервые паровозы такой конструкции были построены в 1887 году инженером Малле. Существует множество схем сочленённых паровозов, самыми же распространёнными являются следующие:
- Ферли — симметричный паровоз на двух поворотных тележках, с установленными на них паровыми двигателями. Также имеет симметричный двойной паровой котёл с одной общей топкой.
- Гарратт — каждый из экипажей по конструкции аналогичен экипажу обычного одинарного паровоза, котёл и будка машиниста расположены на специальной раме-мосте.
- Маллет — на поворотной тележке расположена только передняя группа движущих осей, задняя же размещена в неподвижной общей раме. Часто систему Маллета выделяют в отдельный полугибкий тип.
- Мейер — движущие оси расположены на двух поворотных тележках, которые размещены под паровым котлом, паровые цилиндры при этом направлены к центру паровоза. По конструкции схож с другими тележечными локомотивами — электровозами, тепловозами.

## Применение
Сочленённые паровозы получили наибольшее распространение на узкоколейных железных дорогах, на которых имелось множество кривых. Паровозы системы Гарратт, в основном английского производства, получили широкое распространение на железных дорогах с жарким климатом и стеснёнными габаритами — Африка, Австралия и Южная Америка. Паровозы системы Маллета получили распространение в основном на горных участках, так, например, к ним относились знаменитый американский Big Boy, а также российские Ѳ (Фита). Остальные типы получили гораздо меньшее распространение.